# Christian Rabjerg Madsen
Christian Rabjerg Madsen (24. marts 1986 i Silkeborg) er en dansk politiker, der er valgt til Folketinget for Socialdemokraterne. Han var indenrigs- og boligminister fra maj til december 2022 i Regeringen Mette Frederiksen I. Fra 2. november 2022, hvor statsminister Mette Frederiksen overdrog regeringens afskedsbegæring til Dronningen, til 15. december virkede han som fungerende indenrigs- og boligminister.

## Baggrund
Han er søn af eksportchef Per Vestergaard Madsen og hospicechef Ragnhild Rabjerg Madsen. Han er gift med Anne Brink Pedersen.

## Politisk karriere
Inden Christian Rabjerg Madsen blev valgt til Folketinget, var han kampagnechef for Socialdemokraternes næstformand Nicolai Wammen.
Han stillede ved folketingsvalget i 2011 op, men blev ikke valgt ind. Han fik 3.722 personlige stemmer ved dette valg. Ved folketingsvalget 2015 blev han valgt for Sydjyllands Storkreds med 5.201 personlige stemmer.
Efter ministerrokaden i Regeringen Mette Frederiksen i februar 2022 blev han udpeget som politisk ordfører for Socialdemokratiet. Indtil da, havde han været finansordfører.